# 青春!ケンモント大学
『青春!ケンモント大学』（せいしゅん!ケンモントだいがく、原題: Listen to me）は1989年のアメリカ映画。ビデオ化にあたっては『リッスン・トゥ・ミー ディベートに賭ける青春』と改題された。

## ストーリー
タッカー（カーク・キャメロン）とモニカ（ジェイミー・ガーツ）は、ディベート奨学金でカリフォルニアの名門大学に入学した新入生。二人は、上級生のガースン（ティム・クイル）や、コーチのニコルズ教授（ロイ・シャイダー）らとともに、全米ディベート大会での優勝を目指す。
貧乏な家庭に育ち少年院に送られた経験を持つタッカー、過去のトラウマから男性に心を開けないモニカ、上院議員の跡継ぎとして育ちながら自分の夢を諦めきれないガースン。それぞれが青春の蹉跌に苦悩しながらも、ディベートを通じて成長していく。
そんな中、突然その悲劇は起こった。

## スタッフ
- 製作：メアリーケイ・パウエル
- 監督：ダグラス・デイ・スチュワート
- 脚本：ダグラス・デイ・スチュワート
- 撮影：フレッド・コーネカンプ
- 音楽：デイヴィッド・フォスター

## キャスト
- タッカー・マルドーニー：カーク・キャメロン
- モニカ・トマンスキー：ジェイミー・ガーツ
- ガースン・マッケラー：ティム・クイル
- チャーリー・ニコルズ：ロイ・シャイダー
- ブルース・アーリントン：クリストファー・アトキンズ

## 受賞歴
- 第10回ゴールデンラズベリー賞：最低助演男優賞（クリストファー・アトキンズ）